# Alex Silva (Fußballspieler, 1993)
Alex Silva, vollständiger Name Alex Silva Quiroga, (* 15. Juni 1993 in Montevideo) ist ein uruguayischer Fußballspieler.

## Karriere
Der 1,78 Meter große Defensivakteur Silva bestritt in der Spielzeit 2012/13 20 Spiele für den Club Atlético Progreso in der Primera División. Ein Tor erzielte er nicht. Silva stieg am Saisonende mit dem Team aber in die Segunda División ab. Zur Apertura 2014 schloss er sich den Montevideo Wanderers an. In der Saison 2014/15 wurde er 25-mal (ein Tor) in der höchsten uruguayischen Spielklasse und siebenmal (ein Tor) in der Copa Libertadores 2015 eingesetzt. Für die Spielzeit 2015/16 stehen 29 Ligaeinsätze (ein Tor) zu Buche. Im Juli 2016 wechselte er zum amtierenden Meister Peñarol Montevideo. In der Saison 2016 bestritt er bei den "Aurinegros" elf Erstligaspiele (kein Tor) und eine Begegnung (kein Tor) in der Copa Sudamericana 2016.